# Les Cinq Dernières Minutes (film)
Ne doit pas être confondu avec Les Cinq Dernières Minutes.
Pour plus de détails, voir Fiche technique et Distribution.
Les Cinq dernières minutes (Gli ultimi cinque minuti) est un film franco-italien réalisé par Giuseppe Amato, sorti en 1955. Il s'agit d'une adaptation pour le cinéma de la pièce de théâtre Gli ultimi cinque minuti d'Aldo De Benedetti.

## Synopsis
Carlo, un riche industriel (Vittorio De Sica) et Renata, une belle femme indépendante (Linda Darnell), s'associent pour louer un appartement à Rome. Carlo a le coup de foudre pour Renata et lui demande d'être sa femme, au moins en apparence. Renata accepte mais pose une unique condition : si l'un d'eux rencontre le véritable amour, l'autre devra partir. Et quand Renata rencontre Dino (Rossano Brazzi), le vrai-faux-ménage vacille…

## Fiche technique
- Titre : Les Cinq dernières minutes
- Titre original : Gli ultimi cinque minuti
- Réalisation : Giuseppe Amato
- Scénario : Oreste Biancoli et Aldo De Benedetti d'après sa pièce de théâtre éponyme
- Photographie : Carlo Montuori
- Montage : Eraldo Da Roma
- Musique : Alessandro Cicognini
- Producteur : Giuseppe Amato
- Société de production : Excelsa Film, Omnium International du Film
- Pays de production : France, Italie
- Langage : Italien
- Format : Noir et blanc — 35 mm — 1,37:1 — Son mono
- Genre : Comédie à l'italienne
- Durée : 89 minutes
- Dates de sortie :
  - Italie : 23 mai 1955
  - France : 23 décembre 1955
- Affiche : Constantin Belinsky (France)

## Distribution
- Linda Darnell: Renata Adorni
- Vittorio De Sica: Carlo Reani
- Peppino De Filippo: Filippo Roberti
- Rossano Brazzi: Dino Moriani
- Nadia Gray: Valeria Roberti, la mère de Filippo
- Sophie Desmarets: la duchesse Isabella Camporese
- Pierre Cressoy: Dagoberto
- Elsa Merlini: amie du pianiste
- Gianrico Tedeschi: le pianiste
- Georges Bréhat : l'acteur français
- Memmo Carotenuto: le garçon d'ascenseur
- Henri Vidon: un cardinal
- Nando Bruno: un portier
- Enrico Viarisio: Francesco, le majordome
- Silvana Jachino: la serveuse
- Luigi Almirante: le secrétaire du cardinal
- Lise Bourdin

## Autour du film
- Le film a été tourné dans la ville de Rome.
- Deuxième collaboration entre Giuseppe Amato et sa femme Linda Darnell, après Femmes damnées (Donne Proibite).